# Sergio Ahumada Bacho
Sergio Ahumada Bacho (Coquimbo, 2 d'octubre de 1948) és un futbolista xilè retirat de la dècada de 1970 que guanyà la Lliga xilena de futbol en quatre ocasions (1970, 1972, 1975, 1976) en diferents equips.
S'inicià al futbol professional a Deportes La Serena, on debutà el 1966 però no fou confirmat com a titular fins al 1968. A continuació fou adquirit pel Club Social y Deportivo Colo-Colo, on jugà entre 1970 i 1974, i fou campió de lliga els anys 1970 i 1972 i subcampió de la Copa Libertadores el 1973. També destacà als clubs Unión Española on fou subcampió de la Copa Libertadores i campió de lliga el 1975; i al club Everton on guanyà la lliga de l'any 1976.
Fou 29 cops internacional amb la selecció de Xile i marcà sis gols. Marcà l'únic gol xilè al Mundial de 1974, en un empat a 1 davant la RDA. A la selecció xilena formà una brillant parella d'atac al costat de Carlos Caszely.